# Jean Lacaze
Pour les articles homonymes, voir Lacaze.
Jean Lacaze, né le 26 décembre 1909 à Bagnères-de-Luchon et mort le 29 juillet 1975 à Grisolles, est un homme politique français. 

## Détail des fonctions et des mandats

### Mandats parlementaires
- 18 mai 1952 - 8 juin 1958 : Sénateur de Tarn-et-Garonne